# Isoglosse
Une isoglosse (grec : « langue identique ») est une ligne imaginaire séparant deux zones géographiques qui se distinguent par un trait linguistique (dialectal) particulier. Celui-ci peut être de nature lexicale, sémantique, phonologique, phonétique ou morphosyntaxique.
Autrement dit, une isoglosse délimite l'aire géographique d'un trait dialectal.

## Présentation
La notion d'isoglosse est un outil important de la dialectologie et de la géographie linguistique.
Quand plusieurs isoglosses se recouvrent, on parle d'un « faisceau d'isoglosses », comme pour l'Ariège ci-dessous.
L’importance d’une isoglosse dépend essentiellement de la fréquence du trait qu’elle marque : plus un trait différentiel est fréquent et plus l’isoglosse correspondante sera importante dans la classification dialectale.
Les ensembles dialectaux sont souvent séparés par un faisceau important d'isoglosses, l'une étant généralement considérée comme emblématique. C'est ainsi par exemple le cas de la ligne de Benrath (séparant les parlers bas-allemands et haut-allemands, le trait emblématique de ce faisceau étant la seconde mutation consonantique » : maken vs machen), de la ligne Joret (séparant les parlers normanno-picards du nord et du sud : quien / chien), de la ligne Massa-Senigallia ou ligne Carrare-Senigallia ou encore ligne La Spezia-Rimini (séparant les parlers de l'italien septentrional des parlers italiens centro-méridionaux, dont le trait emblématique est la marque du pluriel des substantifs : forme en -s au nord le plus souvent mais abandonnée dans de nombreux dialectes modernes sur le modèle de l'italien standard, alternance vocalique au sud).

## Deux exemples d’isoglosses

### Gascon

La carte ci-contre rassemble 11 isoglosses différentes de l'espace  gascon. Chaque définition donnée dans le tableau ci-dessous correspond à une innovation linguistique ayant affecté les variétés parlées au sud de la ligne.
| 1  | -ll- > -r- entre voyelles (anhèra ‘agnelle’ < lat. agnella) -ll- > -th en fin de mot (anhèth ‘agneau’ < lat. agnellum)      |
| 2  | f > h (haria ‘farine’ < lat. farina)                                                                                        |
| 3  | r- > arr- (arren ‘rien’ < lat. rem)                                                                                         |
| 4  | amuïssement de -n- entre voyelles (lua ‘lune’ < lat. luna)                                                                  |
| 5  | -nd- > -n- (tóner ‘tondre’ < lat. tondere)                                                                                  |
| 6  | métathèse de r: praube ‘pauvre’ < lat. pauperum                                                                             |
| 7  | Syntaxe : utilisation du “que énonciatif” en énoncé assertif (ex. que bieni ‘je viens’)                                     |
| 8  | Syntaxe : type quan lo men hilh sia gran ‘quand mon fils sera grand’ (subjonctif en subordonnée temporelle à valeur future) |
| 9  | Articles définis eth < lat. illum, era < lat. illa                                                                          |
| 10 | Lexique : maishèra ’joue’                                                                                                   |
| 11 | Lexique : tós ’abreuvoir’ (cf. castillan troza)                                                                             |

### Dialectes allemands en France

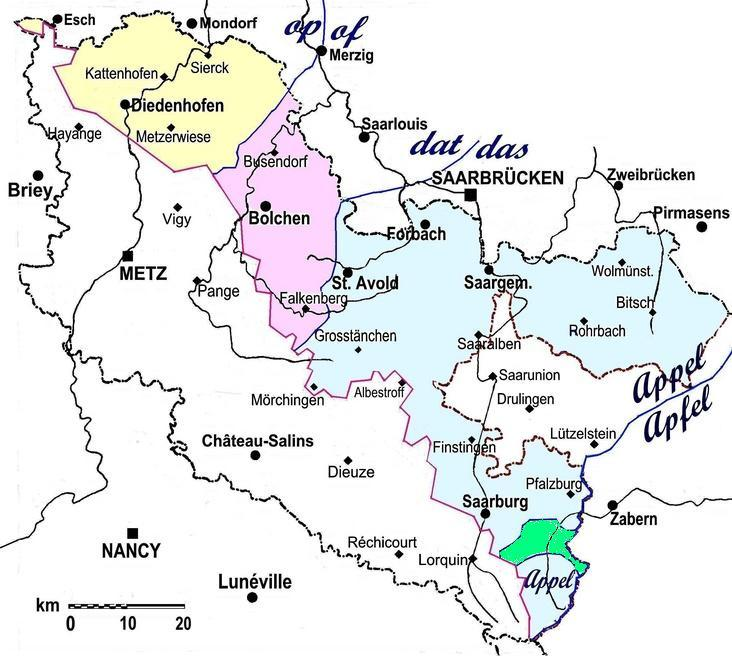
Quelques isoglosses germaniques entre la Moselle et le Bas-Rhin : op/of, dat/das, appel/apfel.

Les dialectes germaniques de France sont caractérisés par une distribution différenciée de diverses isoglosses liées à la seconde mutation consonantique: lignes de Bad Hönningen, de Saint-Goar, de Speyer… De l'autre côté du Rhin, cette configuration est connue sous le nom d'éventail rhénan (en) ‒ en allemand Rheinischer Fächer.